# La reina mora
La reina mora es una zarzuela, denominada sainete, en tres cuadros, con libreto de Serafín Álvarez Quintero y Joaquín Álvarez Quintero, y música del maestro José Serrano. Se estrenó con gran éxito en el Teatro Apolo de Madrid, el 11 de diciembre de 1903.

## Comentario
Esta obra es un claro exponente del sainete ambientado en Andalucía. Con libreto del afamado dúo de los hermanos Álvarez Quintero, desarrollan una trama de corte melodramático, salpicada con momentos cómicos, creando una obra interesante, en la que se aprecian los recursos de dichos autores, como los personajes o las situaciones pintorescas.
La música corre a cargo de José Serrano, que tras estrenar El motete, con libreto de dichos autores, vuelve a hacerlo, creando una magistral partitura, en la que se aprecia el sabor andaluz, combinado con la rica vena melódica del autor. De ella cabe destacar "la canción del pajarero" o la escena de la cárcel.

## Argumento
La acción transcurre en Sevilla, en un barrio antiguo, en la época del estreno (1903)

### Cuadro primero
En un rincón de un barrio de Sevilla, se alza una casa llamada "La Casa del duende", donde vive una mujer llamada la "Reina mora", a la cual nunca se le ha visto salir de su casa ni abrir sus ventanas a nadie.
Al lado de la casa hay un pequeño taller de modistillas, donde Mercedes y sus compañeras cantan y ríen mientras trabajan. En frente de su ventana trabaja Miguel Ángel, un viejo excéntrico que restaura imágenes religiosas. Por el pasadizo que une las dos casas, entra Doña Juana la loca, una viejecilla, que comenta con Miguel Ángel sobre los rumores que corren sobre la "Reina Mora", a la vez que las modistillas recalcan la visita de Don Nuez, un ridículo tenorio, el cual trata de conquistar a la Reina Mora.
Se marcha doña Juana y quedan charlando Mercedes y Don Miguel Ángel, cuando hace acto de presencia Don Nuez. Viene buscando a la Reina Mora, puesto que está empeñado en añadirla a la lista de sus conquistas. Durante la charla, se entera de que cuando pasa el pajarero, le da un duro para que cante sus coplas. Lo llama y el niño acude, cantando sus mejores coplas. La ventana se abre y la Reina Mora saca su mano para darle una propina, al intentar Don Nuez darle un piropo esta huye y cierra su ventana en sus narices, dejándolo rabiando.
Entra en escena Cotufa, un mozo bastante feo pero de actitud simpática, el cual está enamorado de Mercedes y sabe sobre la atracción que siente Don Nuez por La Reina Mora, la cual es su hermana.  Cotufa se acerca a la reja de la ventana y llama a la Reina mora, con la que habla sobre un mensaje. Al momento llega Don Nuez y los sorprende, quedando enojado al suponer que es su novio.

### Cuadro segundo
La Reina Mora, cuyo verdadero nombre es Coral, acude a la cárcel a ver a su novio Esteban, el cual está preso debido a que en una reyerta hirió a un hombre al intentar ofenderla. Llega Esteban y se abrazan efusivamente y comentan los pocos días que quedan para que acabe su condena y sea libre, tanto ella como él. Coral se despide con lágrimas pero feliz, al saber pronta su libertad.

### Cuadro tercero
En el mismo lugar que el primer cuadro, Don Nuez comenta con Miguel Ángel una cita que tuvo con Cotufa, el supuesto novio de Coral, para citarlo a un duelo, pero Miguel Ángel comenta un rumor de que se ha visto entrar a un hombre distinto a la casa de la Reina Mora, Don Nuez no da crédito a sus ojos. Ve entrar a Cotufa, preparado para la farsa y enterado sobre lo del supuesto hombre, que no es otro que Esteban. Cotufa llama a la puerta y finge una discusión con Esteban, marchándose don Nuez.
Al quedar el campo despejado, Cotufa aprovecha para hablar con Mercedes y proponerle relaciones, confirmando su compromiso como novios y yéndose felizmente. Coral sale de la casa con Esteban y aclaran ante Mercedes sobre la leyenda, demostrando que el único Reino es el corazón de su hombre. Esteban. Queda la plaza sola y entra Don nuez dispuesto a dar serenata a Coral. La obra concluye con la ridícula serenata de Don Nuez, sin darse cuenta de que la casa está vacía.

## Números musicales
- Acto único[3]

- Cuadro primero
  - Introducción y escena: "Compañero del alma y la vía"
  - Canción del pajarero: "Pajaritos vendo yo"

- Cuadro segundo
  - Introducción y escena: "A la reja de la cárcel"
  - Dúo de Coral y Esteban: "Copita de plata"

- Cuadro tercero
  - Serenata y final: "Mora de la morería"

## Personajes principales
- Coral, mujer misteriosa denominada la reina mora (soprano)
- Mercedes, modistilla presumida y alegre (soprano)
- Pajarero, niño que vende pájaros y canta coplas (tiple)
- Miguel Ángel, restaurador de imágenes (barítono)
- Cotufa, hermano de Coral y simpático (actor)
- Don Nuez, ridículo Don Juan y enamorado de Coral (tenor cómico)
- Esteban, novio de Coral y preso (barítono)
- Preso 1, Compañero de cárcel de Esteban (tenor)
- Preso 2, compañero de cárcel de Esteban (barítono)